# Liste von Theatern in Berlin
Diese Theater-Liste ist eine Übersicht über bestehende und ehemalige klassische Theater,  Kabaretts, Tanz- und Musiktheater sowie Puppentheater in Berlin. Sie ist nicht vollständig.

## Bestehende Theater

### Mitte
| Name                                 | Adresse                                       | seit      | Plätze  | Bild | Bemerkungen                                                     |
| ------------------------------------ | --------------------------------------------- | --------- | ------- | ---- | --------------------------------------------------------------- |
| ACUD                                 | Veteranenstraße 2, 10119                      |           |         |      |                                                                 |
| Admiralspalast                       | Friedrichstraße 101                           | 1923      | 1737    |      | Varieté-Theater, Operetten                                      |
| Berliner Ensemble                    | Bertolt-Brecht-Platz 1, 10117                 | 1892/1949 |         |      | auch Theater am Schiffbauerdamm                                 |
| Chamäleon                            | Rosenthaler Straße 40, Hackesche Höfe         |           |         |      | Varieté und Zirkus                                              |
| Deutsches Theater                    | Schumannstr. 13 A, 10117                      | 1850      |         |      |                                                                 |
| Die Distel                           | Friedrichstraße 101, 10117                    | 1953      |         |      | im Admiralspalast                                               |
| Friedrichstadt-Palast                | Friedrichstraße 107, 10117                    | 1947/1983 |         |      | Revuetheater, mit größter Bühne der Welt                        |
| Galli-Theater                        | Oranienburger Straße 32, B.-Mitte             |           |         |      | Jugend- und Erwachsenentheater                                  |
| Hansa-Theater                        | Berlin-Moabit                                 |           |         |      |                                                                 |
| Komische Oper Berlin                 | Behrenstraße 55–57, 10117                     |           |         |      |                                                                 |
| Maxim-Gorki-Theater                  | Am Festungsgraben 2, 10117                    |           |         |      |                                                                 |
| Sophiensæle                          | Sophienstraße 18, 10178                       |           |         |      |                                                                 |
| Staatsoper                           | Unter den Linden 7, 10117                     | 1743      |         |      |                                                                 |
| TD Berlin (vorher Theaterdiscounter) | Klosterstraße 44, 10179                       |           |         |      | Freies Theater                                                  |
| Theater im Palais                    | Am Festungsgraben 1, 10117                    |           |         |      |                                                                 |
| Theater Mirakulum                    | Brunnenstraße 35, 10115                       |           |         |      | Puppentheater                                                   |
| Theaterhaus Berlin                   | Wallstraße 32 (Haus C), 10179                 |           |         |      |                                                                 |
| Volksbühne am Rosa-Luxemburg-Platz   | Linienstraße 227, 10178                       | 1914      |         |      |                                                                 |
| Grips-Theater Hansaplatz             | Altonaer Straße 22, 10557 Berlin-Hansaviertel | 1974      | 360–400 |      | Kinder- und Jugendtheater                                       |
| Tipi am Kanzleramt                   | Große Querallee, 10557                        | 2002      | ca. 550 |      | Zelttheater                                                     |
| Theater X                            | Wiclefstraße 32, Berlin-Moabit                |           |         |      | Jugendtheater                                                   |
| Wintergarten Varieté                 | Potsdamer Straße 96, 10785                    | 1992      | 500     |      | Varietétheater                                                  |
| Atze Musiktheater                    | Luxemburger Straße 20                         | 1985      | 480     |      | Deutschlands größtes Musiktheater für Kinder im Grundschulalter |
| Prime Time Theater                   | Müllerstraße 163, Berlin-Wedding              | 2003      | 230     |      | Modernes Volkstheater                                           |
| Theater28                            | Prinzenallee 33, Berlin-Gesundbrunnen         |           |         |      | Jugendtheater                                                   |

### Friedrichshain-Kreuzberg
| Name                               | Adresse                    | seit   | Plätze  | Bild | Bemerkungen                              |
| ---------------------------------- | -------------------------- | ------ | ------- | ---- | ---------------------------------------- |
| Alte Feuerwache Studiobühne        | Marchlewskistraße 6        | 1990   | ?       |      |                                          |
| Ballhaus Naunynstraße              | Naunynstraße 27 10997      |        |         |      |                                          |
| Kunstquartier Bethanien            | Mariannenplatz 2, 10997    |        |         |      |                                          |
| BKA-Theater                        | Mehringdamm 34, 10961      |        |         |      | Kabarett                                 |
| English Theatre Berlin             | Fidicinstraße 40, 10965    |        |         |      |                                          |
| Garn-Theater                       | Katzbachstraße 19, 10965   |        |         |      |                                          |
| Hebbel-Theater / HAU 1             | Stresemannstraße 29, 10963 | 1908   | ca. 800 |      | Hebbel am Ufer = HAU                     |
| Mehringhoftheater                  | Gneisenaustraße 2a, 10961  |        |         |      |                                          |
| Ratibortheater                     | Cuvrystraße 20a, 10997     | 1970er |         |      | Improvisationstheater                    |
| Theater am Halleschen Ufer / HAU 2 | Hallesches Ufer 32         |        |         |      | vorher Schaubühne am Halleschen Ufer     |
| Theater am Ufer / HAU 3            | Tempelhofer Ufer 10        |        |         |      | Hinterhofbühne, vorher mit Andrzej Woron |
| Theater Expedition Metropolis      | Ohlauer Straße 41, 10999   | 2010   |         |      | Community Theater                        |
| Tiyatrom                           | Alte Jakobstraße 12        | 1984   |         |      | türkisches Theater                       |

### Pankow
| Name                        | Adresse                                       | seit | Plätze | Bild | Bemerkungen                          |
| --------------------------- | --------------------------------------------- | ---- | ------ | ---- | ------------------------------------ |
| Ballhaus Ost                | Pappelallee 15, 10437                         |      |        |      | Bühne für verschiedene Ensembles     |
| bat Studiotheater           | Belforter Straße 15, 10405                    |      |        |      |                                      |
| Die Schaubude Puppentheater | Greifswalder Straße 81–84, B.-Prenzlauer Berg |      |        |      |                                      |
| Dock 11 Tanztheater         | Kastanienallee 79, 10435                      |      |        |      |                                      |
| Kookaburra Comedy Club      | Schönhauser Allee 184, 10119                  |      |        |      |                                      |
| Panda                       | Knaackstraße 97, 10435, in der Kulturbrauerei |      |        |      | russisches Theater und Kulturzentrum |
| Pfefferberg-Theater         | Schönhauser Allee 176, B.-Prenzlauer Berg     |      |        |      |                                      |
| Puppentheater Felicio       | Schivelbeiner Straße 45, B.Prenzlauer Berg    |      |        |      | Puppentheater                        |
| Prenzelkasper               | Marienburger Straße 39                        |      |        |      | Puppentheater (2022 geschlossen)     |
| Ramba-Zamba-Theater         | Knaackstraße 97, Berlin-Prenzlauer Berg       |      |        |      |                                      |
| Theater o.N.                | Kollwitzstraße 53, 10405                      |      | ca. 60 |      |                                      |
| Theater RambaZamba          | Schönhauser Allee 36–39                       | 1990 |        |      |                                      |
| Theater unterm Dach         | Danziger Straße 101 10405                     |      |        |      |                                      |
| Die Wabe                    | Danziger Straße 101, B.-Prenzlauer Berg       |      |        |      |                                      |

### Charlottenburg-Wilmersdorf
| Name                         | Adresse                                      | seit | Plätze | Bild | Bemerkungen |
| ---------------------------- | -------------------------------------------- | ---- | ------ | ---- | --- |
| Jaro-Theater                 | Schlangenbader Straße 30, Berlin-Wilmersdorf |      |        |      | |
| Schalotte                    | Behaimstraße 22, 10585 Berlin                | 1980 | 300    |      | Jugendprojekt des evangelischen Kirchenkreises Charlottenburg |
| Deutsche Oper Berlin         | Bismarckstraße 35, 10627                     | 1912 | 1859   |      | eins der größten Theater Deutschlands. Gebäude von 1961, als Ersatz für das an gleicher Stelle stehende zerstörte Deutsche Opernhaus.                                 |
| Renaissance-Theater          | Knesebeckstr. 100, 10623                     | 1922 | 545    |      | einziges Art-déco-Theater Europas mit Erfolgsstücken der internationalen Gegenwartsdramatik                                                                           |
| Die Stachelschweine          | im Europacenter, 10789                       | 1949 | 331    |      | Kabarett mit verschiedenen Spielorten, seit 1965 im Europacenter |
| Schiller Theater             | Bismarckstraße 110                           | 1907 | 1067   |      | wechselnde Nutzung (Komödie am Kurfürstendamm) |
| Theater des Westens          | Kantstr. 12, 10623                           | 1896 | 1600   |      | Musicaltheater |
| Vaganten Bühne               | Kantstraße 12 A, 10623                       | 1949 | 100    |      | Zeitgenössisches Theater |
| Die Wühlmäuse                | Pommernallee 1–4, 14052 Berlin-Westend       | 1960 | 516    |      | Kabarett |
| Theater am Kurfürstendamm    | Kurfürstendamm 208, 10719 Berlin             | 1924 |        |      | Boulevardtheater. Beide Theater mussten durch den Neubau des Hauses vorübergehend in das Schillertheater und anschließend in das Theater am Potsdamer Platz umziehen. |
| Komödie am Kurfürstendamm    | Kurfürstendamm 206/209, 10719 Berlin         | 1924 |        |      | Boulevardtheater |
| Zauber-Theater Igor Jedlin   | Roscherstraße 7, 10629 Berlin                | 1978 | 99     |      | Zaubertheater |
| Illusionstheater Berlin      | Meinekestr. 24, 10719 Berlin                 | 2020 |        |      | Zaubertheater |
| Bar jeder Vernunft           | Schaperstraße 24, 10719 Berlin               |      |        |      | |
| Haus der Berliner Festspiele | Schaperstraße 24, 10719 Berlin               | 1963 | > 1000 |      | Festival- und Veranstaltungsort |
| Schaubühne am Lehniner Platz | Kurfürstendamm 153, 10709                    |      |        |      | |
| Theater Coupé                | Hohenzollerndamm 177                         |      |        |      | für verschiedene Theaterensembles, auch für Deutsch-Jüdisches Theater                                                                                                 |

### Spandau
| Name              | Adresse                      | seit | Plätze | Bild | Bemerkungen |
| ----------------- | ---------------------------- | ---- | ------ | ---- | ----------- |
| Theater Zitadelle | Am Juliusturm 64, B.-Spandau |      |        |      | -           |

### Steglitz-Zehlendorf
| Name               | Adresse                | seit | Plätze | Bild | Bemerkungen                                                                                         |
| ------------------ | ---------------------- | ---- | ------ | ---- | --------------------------------------------------------------------------------------------------- |
| Schlossparktheater | Schloßstraße 48, 12165 | 1921 | 440    |      | Nach dem Krieg 27 Jahre von Boleslaw Barlog geführt. Seit 2008 durch Dieter Hallervorden betrieben. |

### Tempelhof-Schöneberg
| Name              | Adresse                            | seit | Plätze  | Bild | Bemerkungen                                              |
| ----------------- | ---------------------------------- | ---- | ------- | ---- | -------------------------------------------------------- |
| Scheinbar Varieté | Monumentenstr. 9, 10829            |      |         |      | Varietétheater                                           |
| Theater O-Tonart  | Kulmer Straße 20 a, 10783          |      |         |      |                                                          |
| ufaFabrik         | Viktoriastraße 10–18, 12105 Berlin | 1990 | 180/350 |      | selbstverwaltetes Kultur- und Lebensprojekt in Tempelhof |

### Neukölln
| Name                     | Adresse                     | seit      | Plätze | Bild | Bemerkungen |
| ------------------------ | --------------------------- | --------- | ------ | ---- | ----------- |
| Heimathafen Neukölln     | Karl-Marx-Straße 141, 12043 |           |        |      |             |
| Neuköllner Oper          | Karl-Marx-Straße 133        | 1976/1982 | 260+60 |      |             |
| Theater im Keller Berlin | Weserstraße 211, 12047      | 1987      | 33     |      |             |

### Treptow-Köpenick
| Name                      | Adresse                         | seit | Plätze | Bild | Bemerkungen                   |
| ------------------------- | ------------------------------- | ---- | ------ | ---- | ----------------------------- |
| Altstadttheater Köpenick  | Jägerstraße 4, 12555            | 2010 | 60/45  |      | Ehemalig Zilles Stubentheater |
| Figurentheater Grashüpfer | Puschkinallee 16a               |      |        |      |                               |
| Stadttheater Köpenick     | Wendenschloßstr. 103–105, 12557 | 1889 | 100    |      |                               |

### Lichtenberg
| Name                   | Adresse    | seit      | Plätze | Bild | Bemerkungen                             |
| ---------------------- | ---------- | --------- | ------ | ---- | --------------------------------------- |
| Theater an der Parkaue | Parkaue 39 | 1950/1992 |        |      | Kindertheater                           |
| Das Weite Theater      | Parkaue 32 |           |        |      | Puppentheater für Kinder und Erwachsene |

## Ehemalige Theater

### Mitte
Die Theater sind nach Straßennamen sortiert, da deren Namen manchmal wechselten.
| Namen                                                         | Adresse                                    | Zeit      | Bild | Bemerkungen |
| ------------------------------------------------------------- | ------------------------------------------ | --------- | ---- | --- |
| Königsstädtisches Theater                                     | Alexanderplatz 2                           | 1824–1851 |      | danach andere Nutzung, 1932 abgerissen, seitdem Alexanderhaus dort                                                                              |
| Alexanderplatz-Theater, Secessionsbühne, Buntes Brettl        | Alexanderstraße 40                         | 1879–1911 |      | meist Varieté-Theater, seit 1907 danach Biophon Theater Lichtspiele, 1945 zerstört                                                              |
| Theater im Grand Hôtel Alexanderplatz                         | Alexanderstraße 46–48                      | 1894–1901 |      | Vaudeville-Theater |
| Döbbelinsches Theater                                         | Behrenstraße 13 [später 55]                | 1765–1799 |      | 1799 abgerissen, danach Metropol-Theater an dieser Stelle                                                                                       |
| Metropol-Theater                                              | Behrenstraße 55–57, Unter den Linden 17/18 |           |      | 1944 zerstört, jetzt Komische Oper dort, das Ensemble spielte nach 1945 im Admiralspalast in der Friedrichstraße                                |
| Theater in der Behrenstraße                                   | Behrenstraße 53/54                         | 1928–1944 |      | rechts neben Metropol-Theater |
| Feen-Palast, Palast-Theater                                   | Burgstraße 22 (später 24)                  | 1893–1910 |      | Varieté-Theater, 1912 abgerissen |
| Woltersdorff-Theater                                          | Chausseestraße 30                          | 1848–1925 |      | Nähe Stettiner Bahnhof (Nordbahnhof), dann Kino                                                                                                 |
| Lessingtheater                                                | Friedrich-Karl-Ufer 1                      | 1888–1941 |      | 1945 zerstört, jetzt Kapelle-Ufer |
| Wintergarten                                                  | Friedrichstraße (im Central-Hotel)         |           |      | südlich des Bahnhofs Friedrichstraße |
| Französisches Komödienhaus                                    | Gendarmenmarkt                             | 1774–1802 |      | |
| Buntes Theater, Deutsch-Amerikanisches Theater                | Köpenicker Straße 68                       | 1901–1928 |      | Varieté-Theater, danach Kino, 1944 zerstört |
| Victoria-Theater                                              | Münzstraße 20                              | 1859–1891 |      | Varieté-Theater |
| Trianon-Theater                                               | Prinz-Karl-Friedrich-Straße 7              | 1902–1930 |      | in S-Bahnbogen nahe Friedrichstraße, 1919 erste Rotter-Bühne                                                                                    |
| Neues Theater                                                 | Schiffbauerdamm                            |           |      | zeitweise geleitet von Max Reinhardt, jetzt Berliner Ensemble                                                                                   |
| Kleines Theater, Theater Unter den Linden                     | Unter den Linden 44 (später 38)            | 1902–1944 |      | gegründet mit Max Reinhardt |
| National-Theater, Walhalla-Theater                            | Weinbergsweg 19, Prenzlauer Berg           |           |      | |
| Markthallen-Zirkus, Großes Schauspielhaus, Theater des Volkes | Am Zirkus 1, Berlin-Mitte                  | 1873–1972 |      | erst Markthalle, dann Zirkus, dann Großes Schauspielhaus mit Max Reinhardt, nach 1945 Friedrichstadtpalast, dieser 1984 in einen Neubau verlegt |

### Charlottenburg
| Namen                | Adresse                     | Zeit      | Bild | Bemerkungen                           |
| -------------------- | --------------------------- | --------- | ---- | ------------------------------------- |
| Neues Theater am Zoo | Jebensstraße 2              |           |      |                                       |
| Tribüne              | Otto-Suhr-Allee 18          | 1919–2011 |      |                                       |
| Puppentheater Berlin | Gierkeplatz 2, 10585 Berlin | 2008–2022 |      | 1984 gegründet, Hella und Ulrich Treu |

### Kreuzberg
| Namen                             | Adresse                 | Zeit       | Bild | Bemerkungen |
| --------------------------------- | ----------------------- | ---------- | ---- | ----------- |
| Belle-Alliance-Theater            | Belle-Alliance-Straße   |            |      |             |
| Berliner Theater                  | Charlottenstraße 90–92  | 1850–1936  |      |             |
| Central-Theater                   | Alte Jakobstraße 30–32  | 1880–1933  |      |             |
| Concordia-Theater, Apollo-Theater | Friedrichstraße 218     | 1874–      |      |             |
| Kleine Oper                       | Kreuzbergstraße 47      | ca. 1960 - |      |             |
| Luisen-Theater                    | Reichenberger Straße 34 |            |      | danach Kino |

### Friedrichshain
| Namen                                 | Adresse                                   | Zeit              | Bild      | Bemerkungen                                                                |
| ------------------------------------- | ----------------------------------------- | ----------------- | --------- | -------------------------------------------------------------------------- |
| Concordia                             |                                           | 1809–1857         |           | Theatergesellschaft                                                        |
| Thalia                                |                                           | 1790–1945         |           | private Theatergesellschaft                                                |
| Ostend-Theater, Rose-Theater          | Große Frankfurter Straße 132              |                   | 1877-1944 |                                                                            |
| Residenztheater                       | Blumenstraße/Wallnerstraße                |                   |           |                                                                            |
| Plaza                                 | Küstriner Platz 11 (im Küstriner Bahnhof) | 1929–1944         |           | 3000 Plätze, eines der wichtigsten Varietétheater in Berlin in dieser Zeit |
| Kabarett Charly M./ Berliner Schnauze | Karl-Marx-Allee 133                       | um 1995/2018–2023 |           | Wohnzimmertheater                                                          |

### Schöneberg
| Namen | Adresse                                   | Zeit | Bild | Bemerkungen                               |
| ----- | ----------------------------------------- | ---- | ---- | ----------------------------------------- |
| Scala | Martin-Luther-Straße 20–24 (später 14–18) |      |      | berühmtes Varieté-Theater im Winterpalast |

### Weitere Theater
- Gebrüder-Herrnfeld-Theater
- Kleines Schauspielhaus
- Königliche Oper
- Krolloper
- Puhlmann-Theater